# Aerides leeana
Aerides leeana är en orkidéart som beskrevs av Heinrich Gustav Reichenbach. Aerides leeana ingår i släktet Aerides och familjen orkidéer.
Artens utbredningsområde är Filippinerna. Inga underarter finns listade i Catalogue of Life.